# European shorthair
Vous lisez un « article de qualité » labellisé en 2012.
Pour les articles homonymes, voir Européen.
L'européen est souvent confondu avec le chat de gouttière.
L'european shorthair, également appelé européen ou celtic shorthair, est une race de chat originaire d'Europe, représentant anobli des chats communs d'Europe. Ce rôle était détenu depuis le début du XXe siècle par le british shorthair, bien qu'il soit plus trapu que la plupart des chats communs européens, jusqu'en 1983 où l'european shorthair est reconnu par la Fédération internationale féline.
Le standard de l'european shorthair insiste sur le fait qu'il ne doit ressembler à aucune race et garder le caractère robuste et agile des chats de maison des foyers européens. Les caractéristiques physiques de la race sont en conséquence équilibrées : la taille est moyenne, la morphologie ne présente pas de caractéristiques exagérées, les couleurs de la robe sont les couleurs traditionnelles.
La race est populaire dans les pays scandinaves qui apprécient son caractère de race naturelle, jamais polluée par des croisements avec d'autres races. Dans le reste de l'Europe, l'european shorthair est une race rare, très souvent confondue avec le chat de gouttière. Aux États-Unis et au Royaume-Uni, la race subit la concurrence du british shorthair et de l'american shorthair et n'a été reconnue par aucune fédération de ces pays.

## Origines

### Le chat en Europe

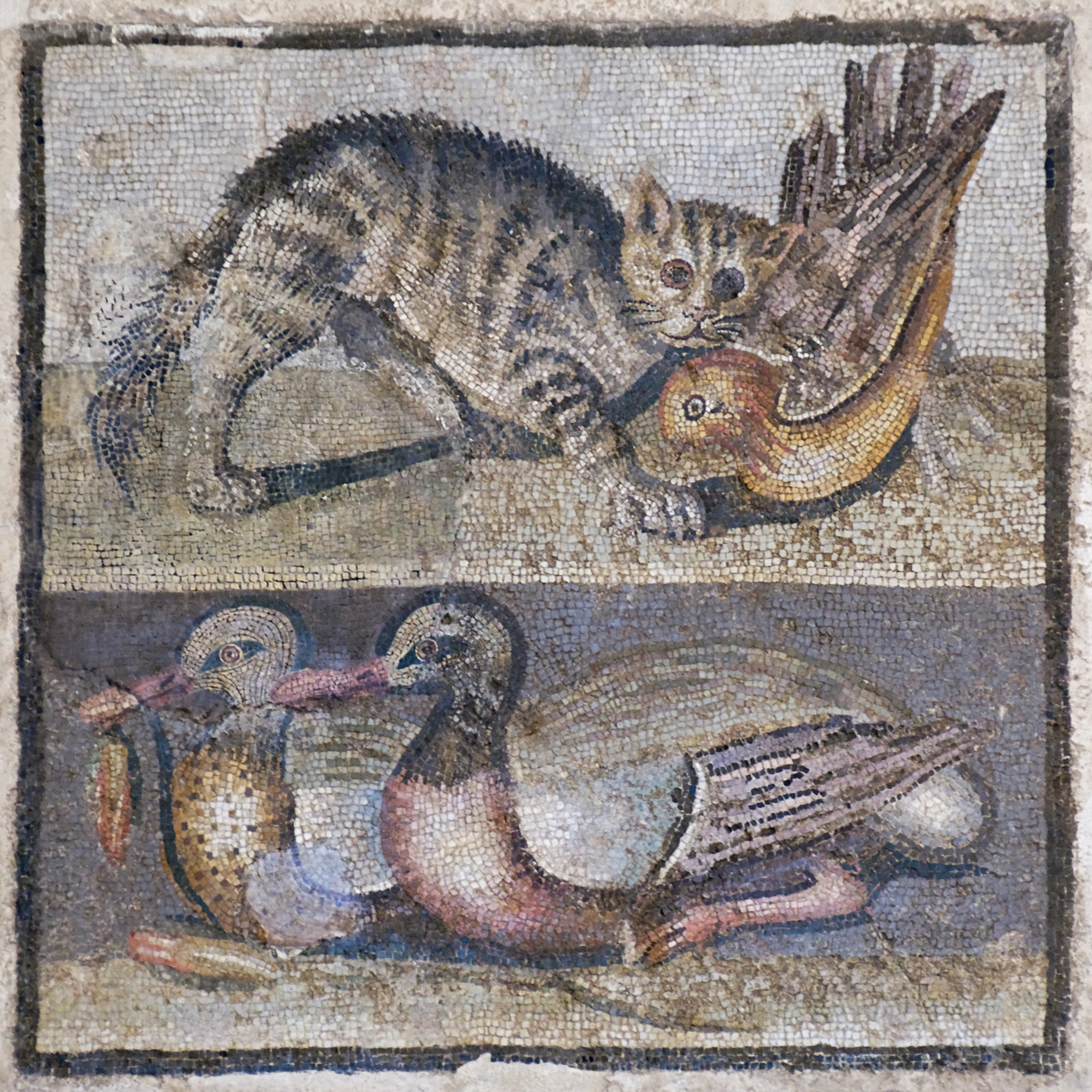
Mosaïque romaine Opus vermiculatum représentant un chat.

L'european shorthair descend des chats communs de l'Europe et est considéré comme une race naturelle. De nombreux ouvrages décrivent ses origines jusqu'aux chats de l’Égypte antique et remontent toute l'histoire du chat en Europe,,,.
Quelques squelettes de chat datant de l'âge du fer ont été retrouvés à Toulouse, à Lutèce et en Angleterre. Très apprécié des Romains au Ier siècle av. J.-C., l'expansion du chat dans les foyers européens est fortement accélérée par les conquêtes de Jules César qui permirent de le répandre dans toute l'Europe. Durant l'Antiquité, le chat est utilisé pour ses qualités de ratier, mais l'église catholique va ternir sa réputation en le muant en compagnon du diable et des sorciers à partir du XIIe siècle. La réputation du chat s'améliore peu à peu à partir de la fin du XVIe siècle, où le concept de race apparaît.

### Les premiers élevages

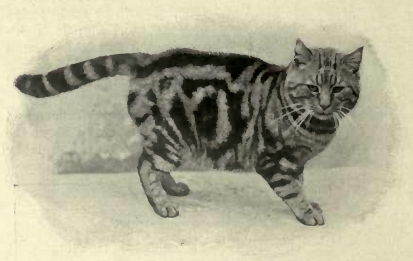
Un shorthair présenté en exposition au début du XXe siècle ; The book of the cat de Frances Simpson (1903).

Au cours du XIXe siècle, le développement de l'élevage félin s'accroît avec l'avènement des expositions félines où sont présentées les premières races. Les premiers british shorthair sont issus de chats à poil court du Royaume-Uni ; la race, qui est l'une des plus anciennes du Royaume-Uni, s'identifie au « chat commun européen » au détriment de l'european shorthair, dont la première tentative de standard date de 1925. Les chats d'Europe continentale, pourtant beaucoup moins trapus, sont jugés sur le standard du british shorthair,.
En 1982, la Fédération internationale féline (FIFé) crée la catégorie « Européen » à partir d'un grand nombre de chats aux antécédents inconnus, et la race est reconnue un an plus tard. En avril 1988, le Cercle félin du chat européen est créé par Suzanne Piqué avec l'appui du Cercle félin de Paris. Les sujets de ce club se sont distingués en exposition féline.
En 2007, la race est rebaptisée « european shorthair », hormis pour la World Cat Federation (WCF) qui garde le nom « celtic shorthair ».

### Popularité

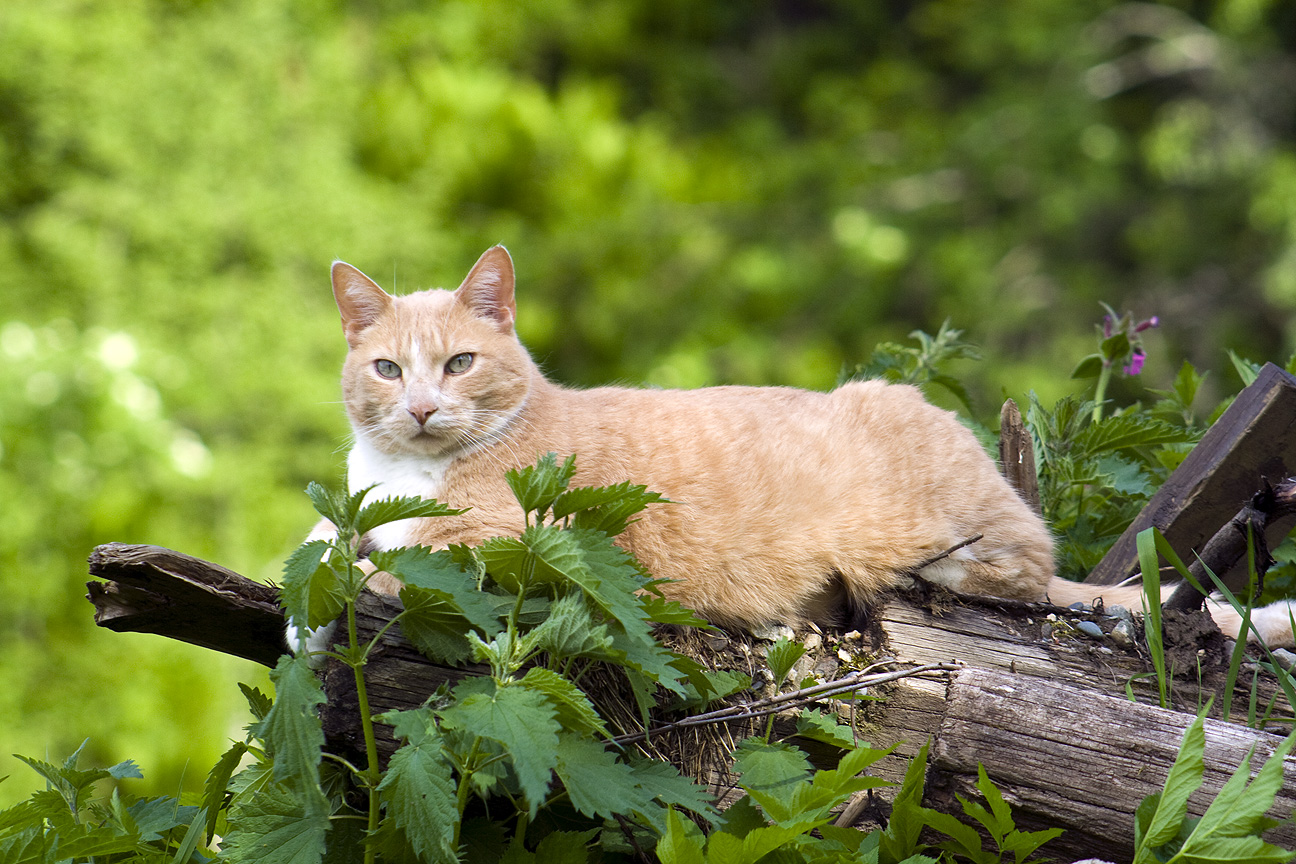
Le chat de gouttière, comme ce sujet roux et blanc, est trop souvent appelé européen.

L'european shorthair est l'une des races à poil court les plus populaires en Finlande et dans les pays nordiques en général, où le caractère de race naturelle jamais polluée par une autre race de chat est apprécié. Il a des difficultés à séduire les autres pays européens,,. Depuis 2003, une moyenne d'une dizaine de pedigrees est éditée chaque année en France par le livre officiel des origines félines (LOOF), ce qui représente 0,01 % des pedigrees édités par le LOOF entre 2003 et 2017 (aucune demande en 2011).
Les pays anglo-saxons, pourtant très actifs pour l'élevage félin, ignorent totalement la race,. La désaffection des États-Unis et du Royaume-Uni s'explique par la concurrence des races naturelles de ces pays, respectivement l'american shorthair et le british shorthair. Les grandes fédérations américaines (TICA et CFA) et britannique (GCCF) ne reconnaissent pas l'european shorthair comme une race,,.
La faible popularité est liée au fait que la race n'a pas de caractéristiques hors du commun et n'apporte pas la nouveauté. L'un des problèmes majeurs est également la confusion systématique de l'european shorthair avec le chat de gouttière, du fait qu'il existe en Europe de nombreux chats de gouttière qui ont toutes les caractéristiques (morphologie, caractère, santé) de l'european shorthair,. Le terme « européen » est devenu dans le langage courant un synonyme de « chat de gouttière » ou « chat de maison ». De plus, il existe des confusions dans les livres, Desmond Morris note deux définitions erronées de l'european shorthair. L'une spécifique aux ouvrages généralistes sur l'histoire du chat décrit l'european shorthair comme un chat de gouttière à poil court vivant dans les maisons européennes ; l'autre spécifique aux ouvrages britanniques sur les races de chat qui décrit l'european shorthair comme un british shorthair d'Europe continentale.

## Standards

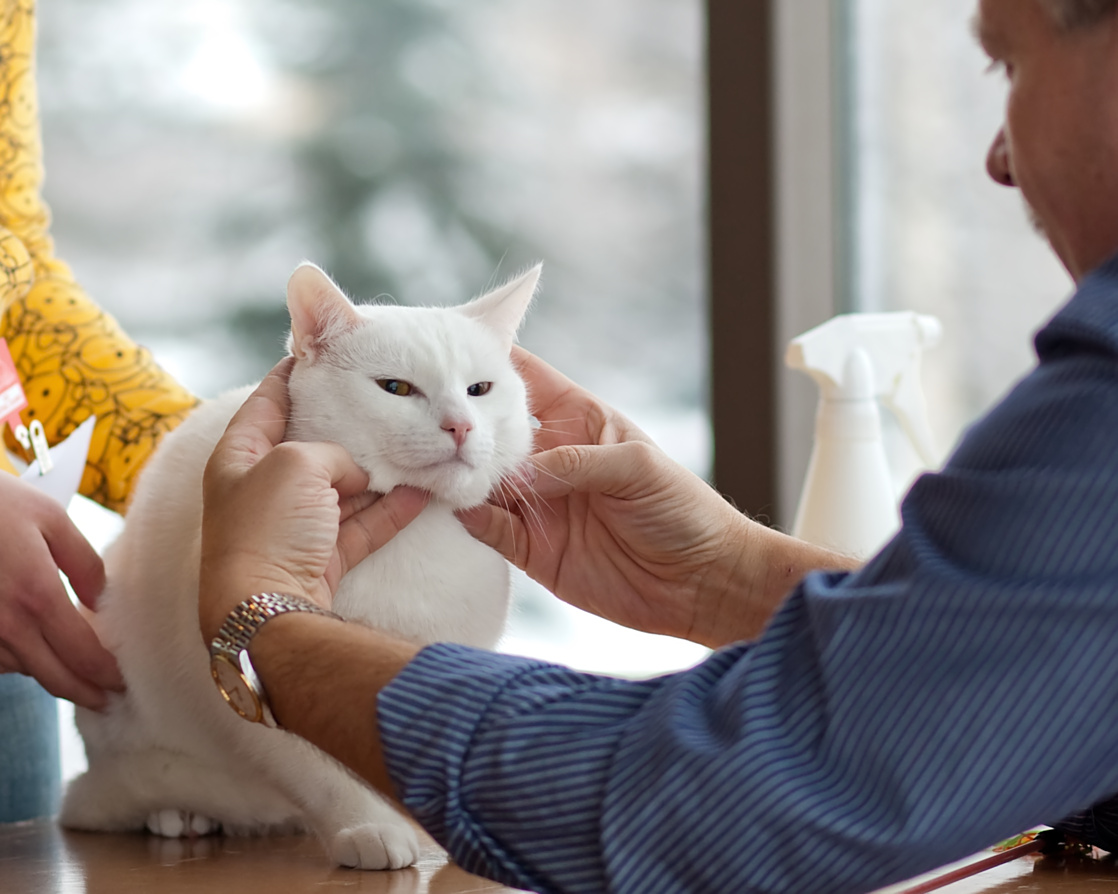
Jugement d'un european shorthair à l'exposition féline FIFé de Kuopio.

Les différents standards des associations félines décrivent l'« european shorthair idéal ». L'échelle des points utilisée en compétition est différente selon les fédérations, bien qu'on puisse remarquer que la FIFé et le WCF répartissent leurs points de façon identique. La « condition » est un critère prenant en compte l'aspect général du chat et son tempérament.
L'Australian Cat Federation (ACF) reconnaît la race, mais celle-ci n'étant pas représentée sur le territoire australien, cette fédération ne fournit plus de standard.
| Fédérations     | Tête | Corps | Robes et couleur | Condition |
| FIFé (code EUR) | 35   | 25    | 35               | 5         |
| LOOF            | 40   | 35    | 15               | 10        |
| WCF (code KKH)  | 35   | 25    | 35               | 5         |

1. 1 2  vingt-cinq points pour la forme et la beauté de la tête. dix points pour la couleur des yeux.
2. ↑  quinze points pour la texture, vingt points pour le motif et la couleur de la robe.
3. ↑  Divisés en 8 sections valant cinq points : forme de la tête, oreilles, yeux, menton, museau, nez, profil et l'encolure.
4. ↑  Divisés en 6 sections : torse (huit points), pattes (quatre points), pieds (quatre points), queue (quatre points), ossature (cinq points), musculature (dix points).
5. ↑  Divisés en 3 sections valant cinq points : couleur, longueur, texture.
6. ↑  dix points pour la texture, vingt-cinq points pour le motif et la couleur de la robe.

### Corps
La race s’est créée avec le temps sans que l’homme intervienne pour « construire » son caractère et sa physionomie. C'est un chat rustique qui ne doit ressembler à aucune autre race. Le bon sujet de reproduction ne présente aucune similitude avec une race existante, et doit garder le caractère « robuste et souple » du chat domestique d'Europe. La ressemblance à une race est considérée comme un défaut éliminatoire en exposition. Certains chats de gouttière ressemblent à s'y méprendre à l'european shorthair ; cependant, une observation attentive basée sur les critères décrits dans les standards permet de les différencier.
Le corps, de type médioligne semi-foreign, est de taille moyenne à grande. Le LOOF précise que le corps s'inscrit dans un rectangle. La musculature est puissante et l'ossature forte ; l'encolure musclée et souple est de taille moyenne. La différence de taille entre le mâle et la femelle est prononcée. La poitrine de l'european est large et forte, de même que ses pattes, tandis qu'il a les pieds ronds. Sa queue est de longueur moyenne, plus large à la base et avec le bout arrondi.

### Robe et fourrure
Le poil est court, lustré et dense, sans sous-poil excessif (pas de poil laineux). Les robes acceptées sont celles présentes usuellement chez les chats communs d'Europe. Toutes les couleurs sont acceptées hormis le chocolat, le cannelle (cinnamon), le lilas et le faon (fawn). Les sujets colourpoint, mink et sépia sont interdits, ce qui laisse toutefois une vaste gamme de patrons : tabby dans toutes ses variations (mackerel - tigré, spotted - tacheté et marbled - marbré), solide (uni), bicolore, smoke et silver. Pour le LOOF, seules les robes bicolores acceptent les médaillons blancs.
La robe tabby est la plus largement distribuée. Les couleurs les plus fréquentes pour ce type de robe sont le silver tabby (marques noires sur fond gris), le brown tabby (marques noires sur fond brun) et le red tabby (marques roux foncé sur roux clair). Pour les patrons solides et smoke, le noir est la couleur la plus populaire.

Le panel des couleurs acceptées de l'european shorthair est très varié.
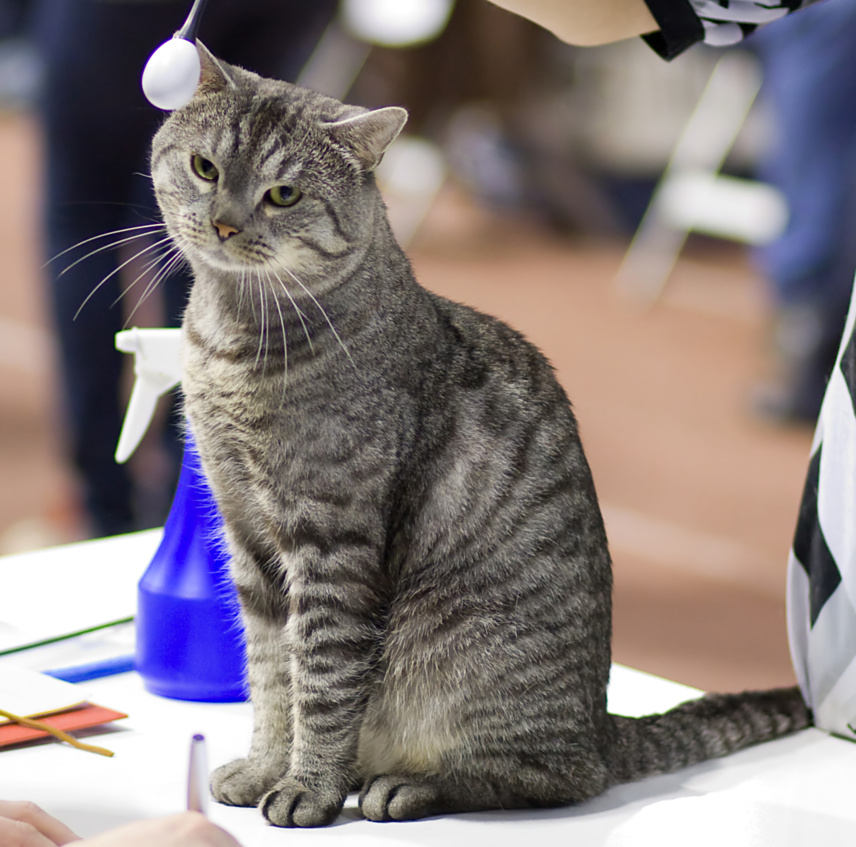
Black silver mackerel tabby.
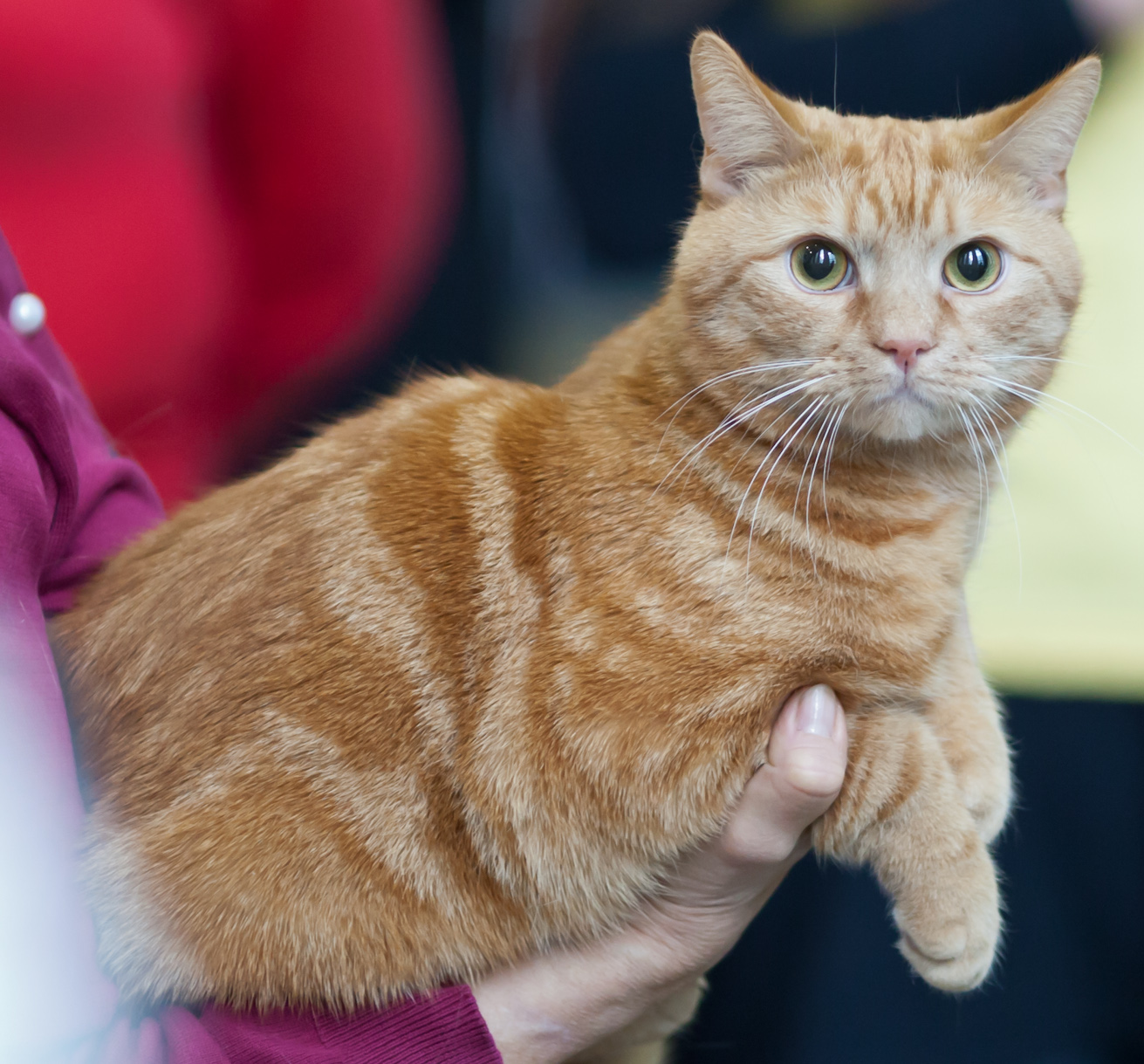
Red marbled tabby.
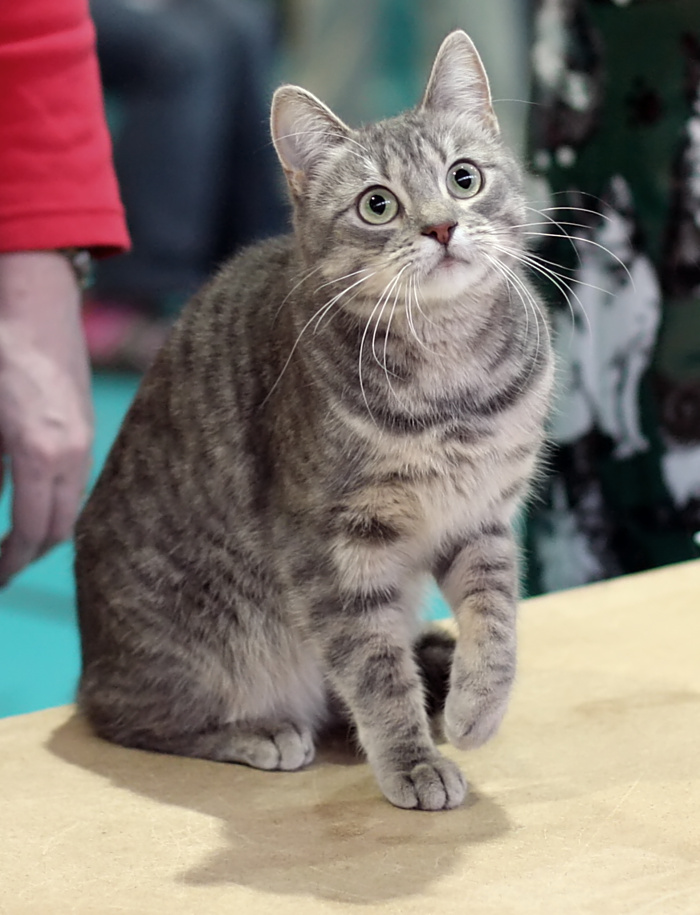
Blue spotted tabby.
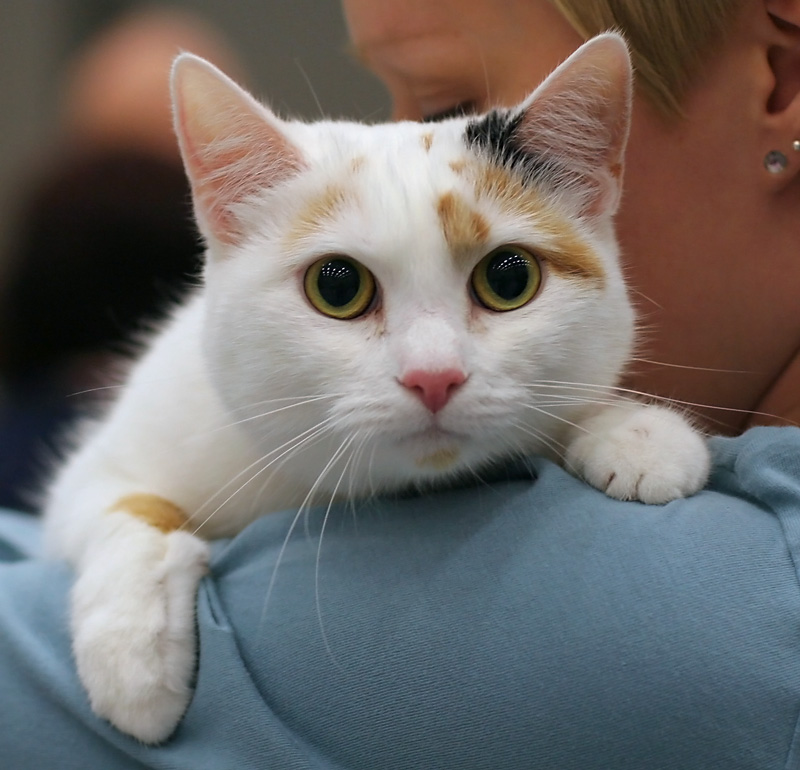
Écaille-de-tortue et blanc.
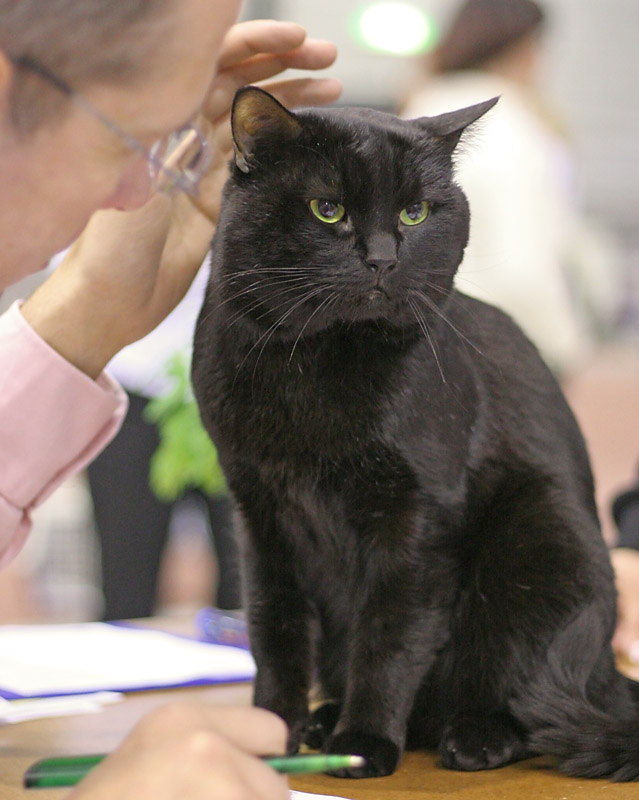
Noir.

### Tête

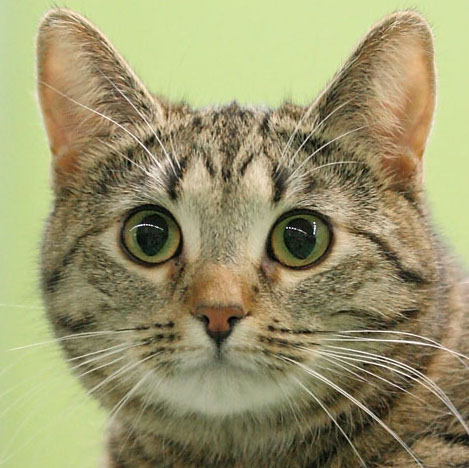
L'european shorthair a des yeux ronds, les oreilles de longueur égale à leur largeur. Sujet brown tabby présenté en exposition.

La tête semble de forme arrondie mais elle est plus longue que large, avec des joues bien développées. Le front est légèrement arrondi. Le museau est fort, sans pinch. Le nez est droit et de largeur égale sur toute sa longueur ; de profil, il ne présente pas de stop : le changement de direction est léger. Les oreilles de taille moyenne sont légèrement arrondies, bien écartées l'une de l'autre. La hauteur de l'oreille correspond à sa largeur à la base. Les standards Fifé et WCF admettent explicitement les plumets au bout des oreilles,. Les yeux sont ronds et légèrement obliques. La couleur de l’iris va de l'orange au vert en passant par le jaune, elle doit être uniforme et brillante, de préférence en adéquation avec la robe. La couleur bleue et le vairon sont acceptés pour les chats blancs et bicolores uniquement.

## Caractère
Le tempérament est avant tout fonction de leur habitude et de l'histoire de chaque chat. Les traits de caractère ne sont pas décrits dans les standards et constituent des traits de personnalité généralement observés chez la race.
L'european shorthair est décrit comme un chat indépendant, qui ne demande pas beaucoup d'attention, mais sait rester affectueux et sociable tant avec l'homme qu'avec les autres animaux. Son caractère est équilibré, ni trop bavard, ni trop calme. Ses qualités de chasseur et de grimpeur sont soulignées,, ainsi que sa rusticité,. Il est décrit comme intelligent, astucieux avec de grandes facultés d'adaptation. L'european shorthair conviendrait à une famille ou une personne seule aimant les chats au caractère affectueux et indépendant. En outre, cette race de chat aime chasser des insectes et de petits animaux.

## Élevage

### Associations d'élevage

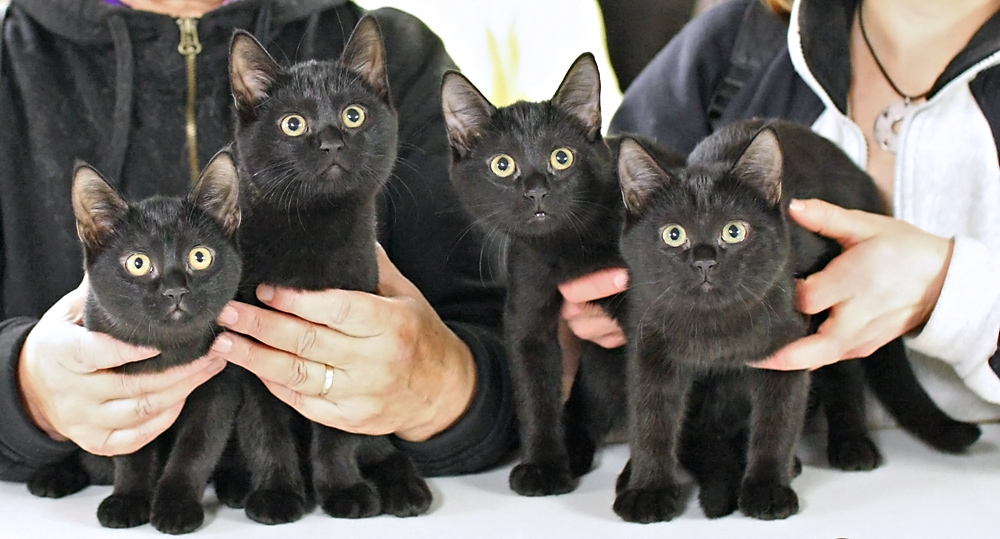
Portée d'european shorthair noirs.

Les associations d'élevage sont différentes des registres d'élevage, qui enregistrent la généalogie des races de chat. En règle générale, les associations d'éleveurs ont pour but de rassembler les éleveurs afin de promouvoir l'élevage d'une race.
En Suède, l’Européringen a été créée en 1967 à Surahammar par un groupe de passionnés. À l'origine vouée à l'european shorthair et au manx, l'association se recentra uniquement sur l'européen dans les années 1990. L'association publie quatre fois par an un magazine consacré à l'european shorthair, propose des séminaires sur l'élevage félin et promeut la race au travers des expositions.
En Finlande, le club félin finlandais de l'european shorthair (SER-FER) a été fondé en octobre 1987. Il publie un magazine quatre fois par an et met en relation les éleveurs au travers d'expositions félines organisées par le club et de l'entraide entre les éleveurs, notamment pour l'acquisition de chatons.
En France, le Cercle des amis de la race european shorthair (CARES) est créé en décembre 2007. Le but de l'association est avant tout de rassembler les quelques éleveurs de la race pour la faire connaître auprès du grand public et des professionnels.

### Santé et entretien
La longévité est estimée à douze ans et plus. L'european shorthair est un chat robuste qui demande peu d'entretien. Sa fourrure doit être brossée une fois par semaine.
L'élevage de cette race est facile, la mère s'occupant bien des chatons.

### Liens avec les autres races

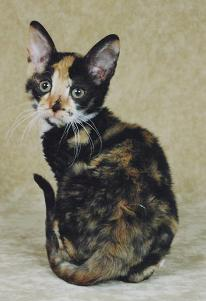
L'european shorthair peut être utilisé pour l'élevage du german rex.

L'european shorthair, du fait de ses origines, est considéré comme l'ancêtre de nombreuses races de chat. Les races american shorthair et le british shorthair sont  citées pour leur développement analogue,.
Les mariages de l'european shorthair avec le german rex et le munchkin, deux races dont la morphologie doit être proche de l'european shorthair, sont autorisés par le LOOF. Les croisements pour améliorer la race ural rex ont été autorisés par la WCF jusqu'en 2011.

## Annexes

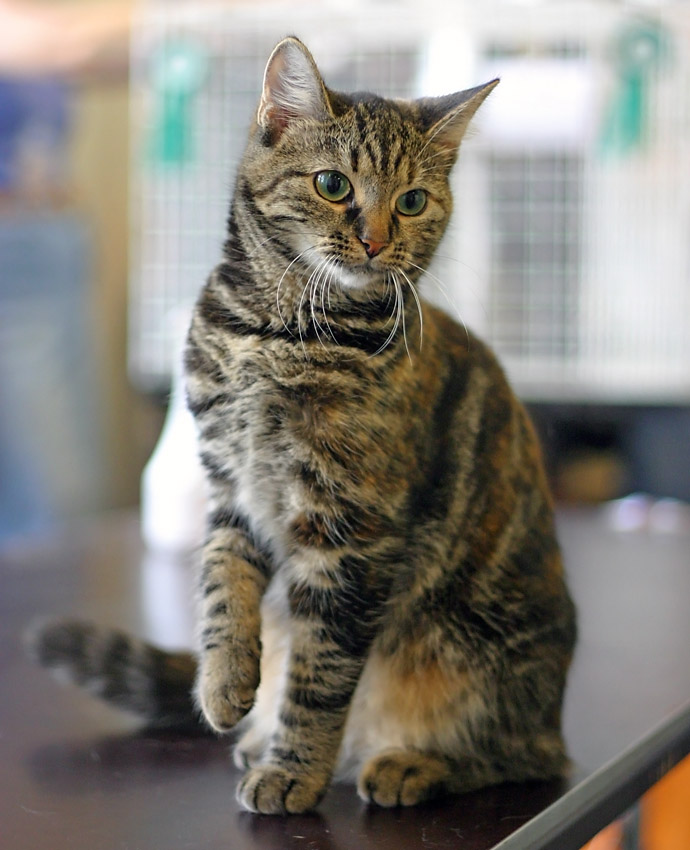
European shorthair écaille de tortue et tabby.

#### Standards
- Standard LOOF
- (en) Standard FIFé
- (en) Standard WCF

#### Associations d'élevage
- (sv) Europeringen, association suédoise d'élevage.